# Médiateur de la République (Gabon)
Pour les articles homonymes, voir Médiateur de la République.
Le médiateur de la République est une autorité indépendante Gabonnaise instituée par la loi nº 002/2022 du 23 mars 2022 ratifiant l’ordonnance n°016/PR/2021 du 13 septembre 2021 portant institution de la Médiature de la République et intervenant dans le règlement des litiges entre l’administration et les administrés.

## Liste des médiateurs de la République
- 2023 Alexis Boutamba Mbina
- 2014-2019 : Laure Olga Gondjout

## Sources
- Gabon Review "Le Gabon renoue avec la Médiature de la République, «pour que le pays reste en paix»" - 12 mai, 2023

https://www.gabonreview.com/le-gabon-renoue-avec-la-mediature-de-la-republique-pour-que-le-pays-reste-en-paix/
- journal officiel : https://journal-officiel.ga/18561-002-2022-/